# Сноудония
Сноудо́ния (англ. Snowdonia, валл. Eryri) — регион на севере Уэльса, где расположен национальный парк площадью 2170 км². Заповедник создан в 1951 году, став одним из трёх первых национальных парков Англии и Уэльса, наряду с Брекон-Биконсом и побережьем Пембрукшира.

## Название и расположение

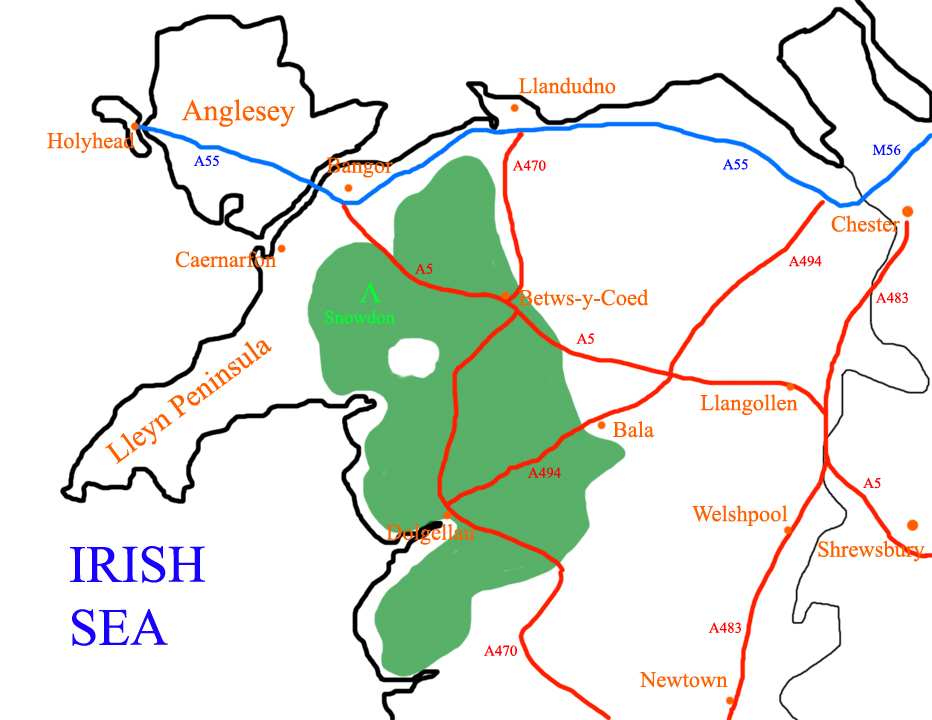
Расположение Сноудонии в Северном Уэльсе

Английское название местности происходит от горы Сноудон, высочайшей точки Уэльса (1085 м). Валлийское название местности Eryri изначально обозначало «возвышенная, горная местность» и не имеет отношения к слову eryr «орёл» (в современном валлийском языке eryr значит «галька»). В Средние века правители королевства Гвинед носили титул «князей Аберфрау и лордов Сноудонии» (Tywysog Aberffraw ac Arglwydd Eryri).
Сегодня слово «Сноудония» обозначает весь национальный парк, но изначально оно применялось только к его северной, более гористой части непосредственно вокруг горы Сноудон, что отражено в таких книгах, как «Дикий Уэльс» Джорджа Борроу (известный путеводитель викторианской эпохи).

## Национальный парк
Национальный парк Сноудония (англ. Snowdonia National Park, валл. Parc Cenedlaethol Eryri) был создан в 1951 году и стал третьим национальный парком в Англии и Уэльсе. Его площадь составляет 2142 км², а длина морского побережья — 60 км.
Управление заповедником осуществляется совместно представителями местных властей и центрального уэльского правительства. Штаб-квартира Ведомства по делам национального парка Сноудония находится в деревне Пенриндейдрайт. В отличие от заповедников в других странах, в состав Сноудонии, как и других национальных парков Англии и Уэльса, входят как государственные, так и частные земли, использование которых планируется руководством заповедника. Состав земель Сноудонии таков:
| Вид собственности                          | Доля (%) |
| ------------------------------------------ | -------- |
| Частная                                    | 69,9     |
| Комиссия по делам леса                     | 15,8     |
| National Trust                             | 8,9      |
| Совет по делам сельской местности в Уэльсе | 1,7      |
| Национальное ведомство по делам парков     | 1,2      |
| Жилищно-коммунальные компании              | 0,9      |
| Прочее                                     | 1,6      |

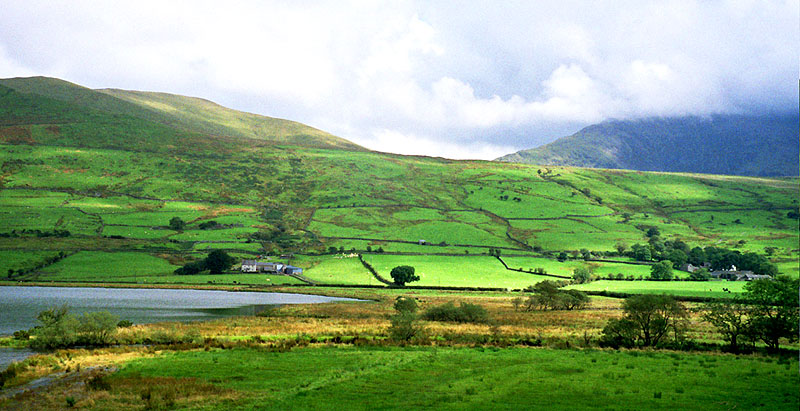
Вид Сноудонии

В пределах парка живёт более 26 000 человек, из них около 62 % владеют валлийским языком. Каждый год парк посещают около 6 млн человек, что делает его третьим по посещаемости заповедником в Англии и Уэльсе..
Хотя большая часть ландшафта парка — это пустоши и горы, в Сноудонии также ведётся сельское хозяйство.
После реформы местного самоуправления 1998 года территория парка разделена между территориями округов Гуинет и Конуи. Среди 18 членов совета, управляющего заповедником, 9 человек назначаются властями Гвинеда, 3 — властями Конуи, а 6 — Уэльской ассамблеей.
В центре парка находится участок земли, не входящий в него, вокруг города Блайнай-Фестиниог, бывшего крупным центром добычи сланцев. Это было сделано, чтобы не мешать развитию в Блайнай-Фестиниог лёгкой промышленности, в чём город нуждался после прихода сланцевых карьеров в полный упадок.

## Горные цепи
Сноудонию можно разделить на четыре области:
- Северная часть парка наиболее популярна у туристов, туда входят (с запада на восток):
  - Мойл-Хебог, Минид-Маур и хребет Нантлле;
  - Сноудонский массив;
  - Глидерай;
  - Карнедай и Карнед-Ллевелин.

Последние три группы являются самыми высокими горами в Уэльсе; там находятся все вершины выше 900 м.
- К югу от этой местности находятся такие вершины, как Мойл-Шабод, Книхт и Мойлуйнион, а также горы вокруг Блайнай-Фестиниог;
- В третий район входят Риногид на западе, а также Арениг и болотистая местность Мигнейнт. Из-за своей отдалённости эта местность не пользуется большой популярностью у туристов.
- На юге парка расположены Кадайр-Идрис, хребет Таррен и горы Аран, включая Аран-Ваудуи — самую высокую гору Великобритании к югу от Сноудона.

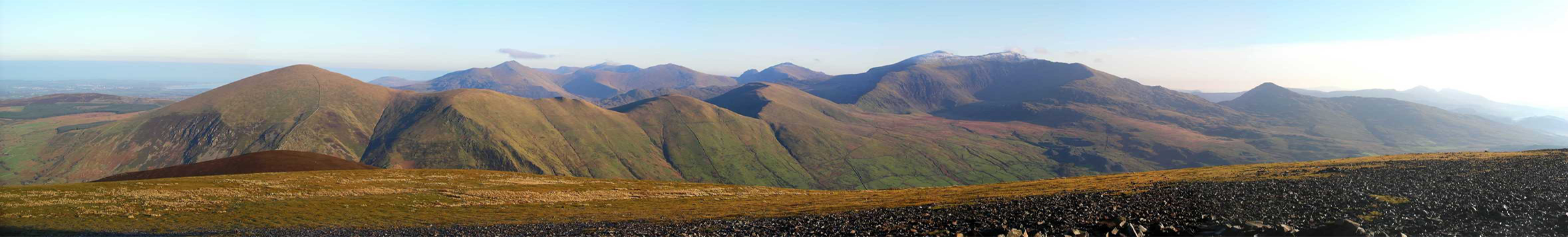
Панорама Сноудонского массива (включая сам Сноудон) c Минид-Маур. Вдали видны горы Глидерай

## Туризм
Многие туристы предпочитают восходить на сам Сноудон, однако на этой горе всегда много туристов, тем более что на вершину идёт фуникулёр.
Популярностью пользуются и другие горы, такие как Триван (одна из немногих вершин в Великобритании к югу от Шотландии, восхождение на которую требует скалолазных навыков), однако прекрасные виды можно наблюдать и со сравнительно низких гор.
Особенно популярны маршруты от И-Гарн (к востоку от Лланбериса) по хребту до Элидир-Ваур; от Минид- Тал-и-Мигнед (к западу от Сноудона на хребте Нантлле) до Минид-Друс-и-Койд; Мойлуйн-Маур (к западу от Блайнай-Фестиниог); Пен-Ллитриг-и-Врах к северу от Капел-Кириг. Ещё южнее расположены И-Ллетр в составе массива Риногид и Кадайр-Идрис возле Долгеллай.
В Сноудонии имеется 2381 км открытых пешеходных троп, 264 км троп для пешеходов и всадников и 74 км других открытых дорог. Значительная часть парка также не требует особого разрешения. По территории парка проходят маршруты нескольких исторических железных дорог: Фестиниогской, Валлийской нагорной и Сноудонской горной.

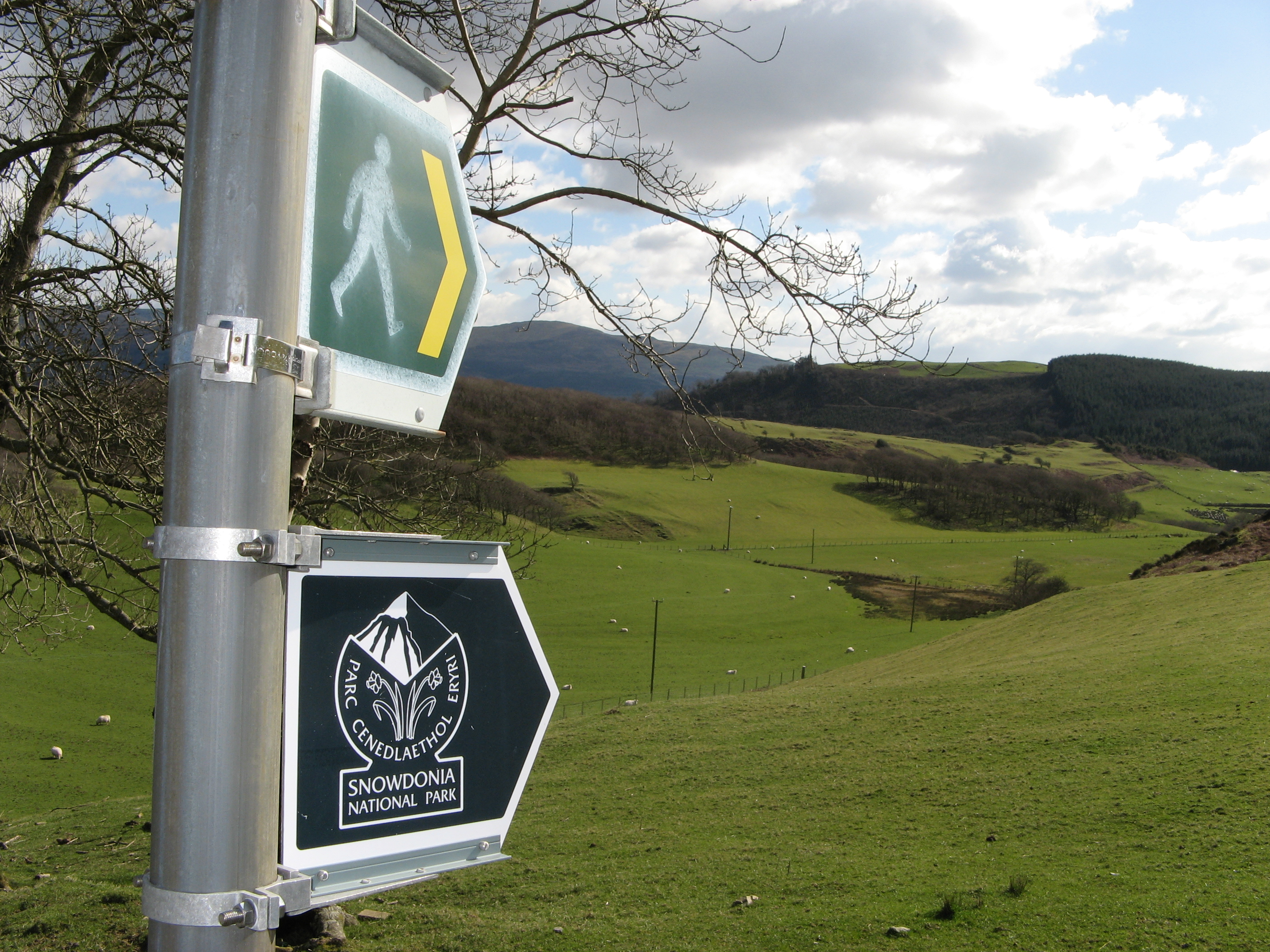
Юг Сноудонии: размеченная тропа возле Ллин-Барвог в Гвинеде
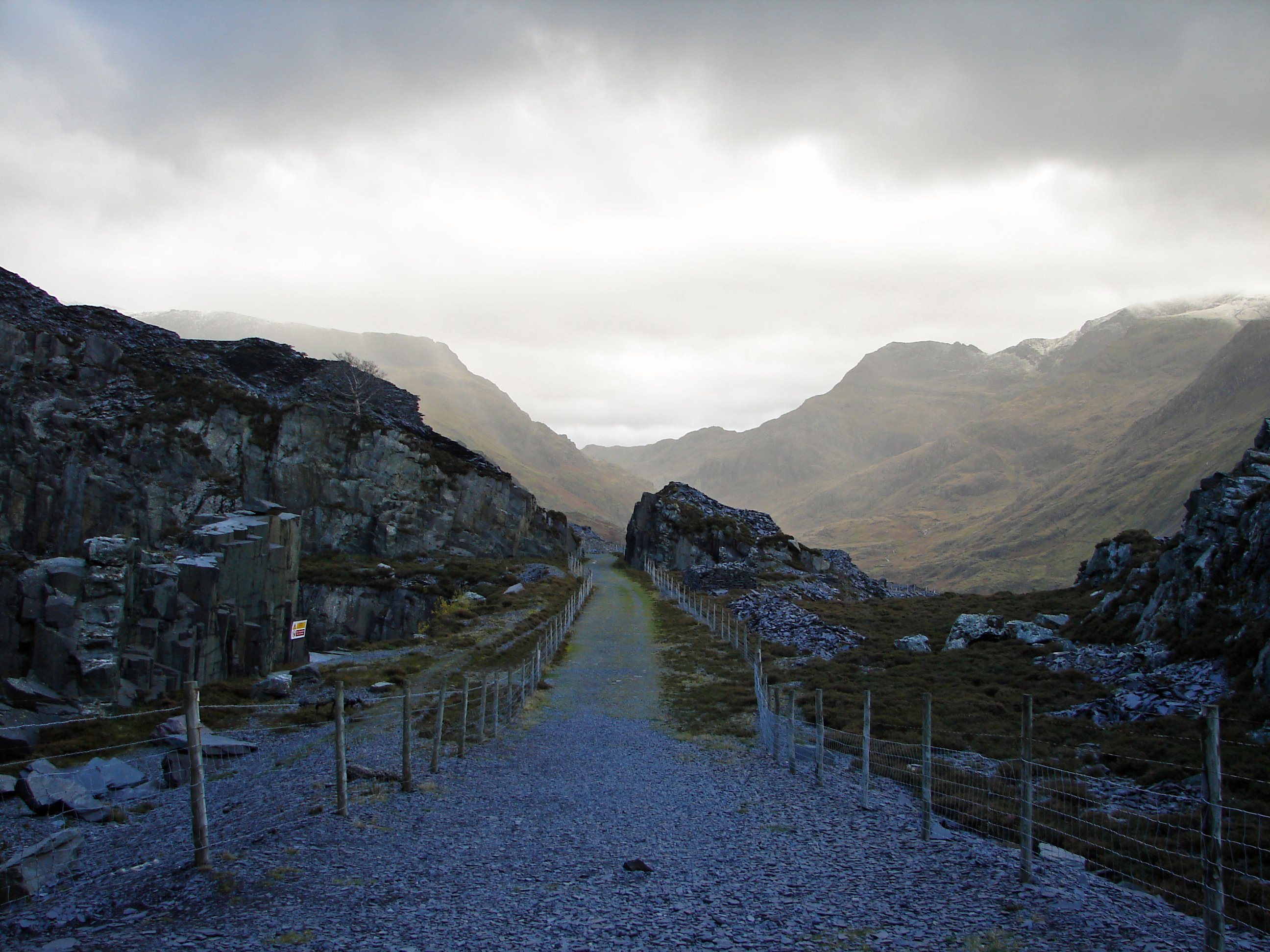
Заброшенный карьер возле Лланбериса в предгорьях Глидерай
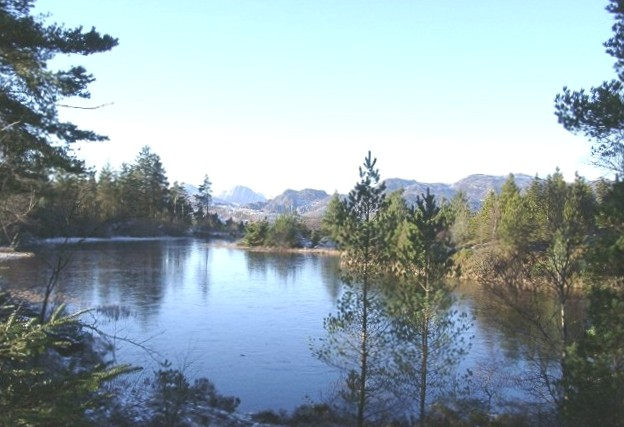
От леса Гвидир, расположенного на возвышенности, открываются виды на хребты Глидерай и Карнедай
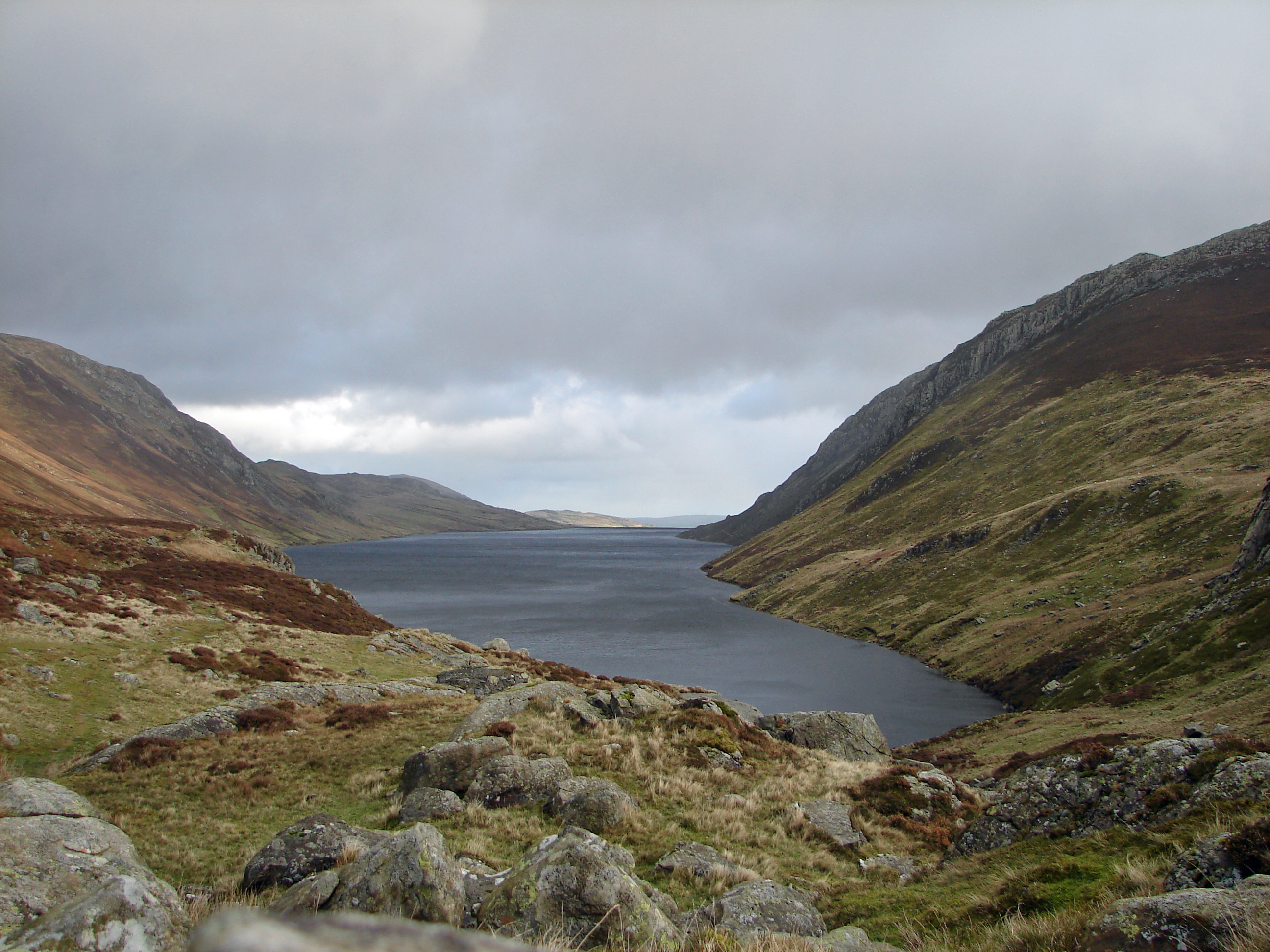
Дождь на озере Ллин-Коулид к северу от Капел-Кириг

## Природа и ландшафт
Вся береговая линия парка от полуострова Ллайн до побережья Среднего Уэльса с ценными системами дюн находится под охраной государства.
Леса Сноудонии относятся к смешанному лиственному типу. Наиболее распространённым деревом является дуб, распространены также берёза, ясень, рябина и орешник. В парке также высажены хвойные деревья — в частности, в лесу Гвидир возле Бетус-и-Койд. Ряд земель, ранее использовавшихся для сельского хозяйства, сейчас вновь зарастает деревьями.
Север Сноудонии — единственное место в Великобритании, где можно найти сноудонскую лилию (Lloydia serotina, названа в честь описавшего её валлийского натуралиста Эдварда Ллуйда) и жука Chrysolina cerealis. Эндемичной для Сноудонии является сноудонская ястребинка (Hieracium snowdoniense).